# فرقة السيف الأجرب
فرقة السيف الأجرب أو قوة السيف الأجرب أو كتيبة السيف الأجرب هي فرقة أمنية استحدثت فور تولي الملك سلمان بن عبد العزيز الحكم في السعودية سميت «السيف الأجرب» يزيد عدد أفرادها على أكثر من 5000 عنصر من الحرس الملكي السعودي ومن مختلف الرتب العسكرية، ترتبط مباشرة بولي العهد السعودي، أفرادها مؤهلين بالقدرات الأمنية العالية ولهم مهمات خاصة.

## التسمية
وتعود تسمية "كتيبة السيف الأجرب"، إلى اسم سيف مؤسِّس الدولة السعودية الثانية الإمام تركي بن عبدالله آل سعود، الذي يلقب سيفه بـ"الأجرب".

## التدريبات
يحمل جميع منسوبي القوة دورات عسكرية متقدمة، منها دورات الضفادع البشرية، الصاعقة، المظلات، مكافحة الشغب، قناصة ومتفجرات". ويرتبط قائد الحرس الملكي بالملك السعودي ارتباطا مباشرا، ولا تتوفر معلومات عن عدد أفراد قواته.

## المهام
لا تذكر المصادر الصحفية السعودية بالتحديد طبيعة المهمات الموكلة لكتيبة "السيف الأجرب"، لكن نشطاء تحدثوا عن أنها مختصة بقضايا حساسة وأميرية. يذكر أن رئاسة الحرس الملكي تضم فروعا في جميع مناطق المملكة، وعموما تتولى بالتعاون مع قطاعات أمنية أخرى توفير الأمن والحماية للملك والشخصيات المهمة في جميع مواقع تواجدها داخل وخارج المملكة، كما تقع ضمن مهامها توفير الأمن والحراسة لولي العهد.

### تجمهر القصر الملكي السعودي
في 4 يناير/كانون الثاني 2018، تلقت كتيبة السيف الأجرب الأوامر باعتقال 11 أميرا سعوديا تجمهروا أمام القصر الملكي في العاصمة الرياض. وذكر موقع سبق الإلكتروني السعودي أن الحراس الذين ألقوا القبض على الأمراء ينتمون لكتيبة "السيف الأجرب" التابعة للحرس الملكي السعودي.